# Walter Grundmann
Karl Friedrich Emil Walter Grundmann (* 21. Oktober 1906 in Chemnitz; † 30. August 1976 in Eisenach) war ein deutscher protestantischer Theologe und in der Zeit des Nationalsozialismus ein überzeugter Nationalsozialist. In der DDR wurde er ein inoffizieller Mitarbeiter (IM) des Ministeriums für Staatssicherheit (MfS) in der evangelischen Kirche.
1930 wurde er Mitglied der NSDAP und 1933 aktives Mitglied der Deutschen Christen, deren im ganzen Deutschen Reich gültige Richtlinien er verfasste. 1939 wurde er zum akademischen Direktor des neu gegründeten Instituts zur Erforschung und Beseitigung des jüdischen Einflusses auf das deutsche kirchliche Leben in Eisenach ernannt, das im Dienst des staatlichen Antisemitismus die „Entjudung“ der Bibel und der theologischen Ausbildung betrieb. Ungeachtet seiner NS-Vergangenheit erlangte Grundmann in der DDR als Theologe erhebliches Ansehen: 1954 erteilten ihm das Katechetische Oberseminar Naumburg (Saale) und das Theologische Seminar Leipzig Lehraufträge und er wurde Rektor des Eisenacher Katechetenseminars. Im Jahr 1956 warb ihn das MfS als IM an. Grundmann berichtete fortan unter dem Decknamen „Berg“. Seine ab 1959 erschienenen Evangelienkommentare waren Standardliteratur und werden bis heute (2022) zitiert.

## Leben

### Kindheit und Studium
Walter Grundmanns Vater war der Reichsbahninspekteur Emil Grundmann. Dieser leitete einen literarischen Zirkel, hielt mehrere tausend Vorträge und war Schriftleiter des Chemnitzer Kirchengemeindeblattes. Trotz seiner autodidaktisch erworbenen Bildung hatte er seinen Berufswunsch, Theologie zu studieren, nicht verwirklichen können. Walter Grundmanns Interesse an einer Hochschulkarriere war wahrscheinlich durch den Vater geprägt, ebenso wie er die völkisch-nationale Ausrichtung seiner Herkunftsfamilie übernahm.
Er selbst war als Jugendlicher in christlichen Vereinen. Für ein Theologiestudium entschied er sich nach eigener Aussage nach der Lektüre von Johannes Müllers damals populärem Buch Die Bergpredigt. Darin wollte der Autor Jesus von Nazaret nicht als Juden, sondern als „deutsche Figur“ darstellen. Grundmann besuchte ihn einmal auf seinem Schloss Elmau.
Von 1926 bis 1930 studierte Grundmann Evangelische Theologie an den Universitäten Leipzig, Rostock und Tübingen. Daneben belegte er Veranstaltungen in Kunst-, Literatur- und Philosophiegeschichte. Nach eigenen Angaben wurde er besonders von Adolf Schlatter, Karl Heim, Gerhard Kittel und Friedrich Brunstäd geprägt.

### Karriere, 1930 bis 1939
Nach seinem ersten theologischen Examen war er von Oktober 1930 bis März 1932 Assistent bei Gerhard Kittel, für dessen Theologisches Wörterbuch zum Neuen Testament er 20 Artikel verfasste. Bei Kittel schrieb er auch seine Dissertation über den Begriff der Kraft in der neutestamentlichen Gedankenwelt, die 1932 als Buch erschien. Parallel zum Studium interessierte er sich für Politik und trat zum 1. Dezember 1930 der NSDAP bei (Mitgliedsnummer 382.544), seit 1934 war er auch förderndes Mitglied der SS. Am 1. Mai 1932 übernahm er eine Pfarrstelle in Oberlichtenau bei Kamenz und leitete zugleich den NS-Pfarrerbund in Sachsen. Die „Machtergreifung“ Adolf Hitlers begrüßte er im Januar 1933 mit seiner Schrift Totale Kirche im totalen Staat. Darin hieß es: „Die Christusbotschaft macht uns nicht undeutsch, sondern vollendet unser Deutschtum.“ Die Frage nach der Rassenzugehörigkeit Jesu Christi sei unwichtig: Er sei nur als „Wunderneuschöpfung Gottes von jenseits aller rassischen Zusammenhänge“ zu verstehen.
Im Frühjahr 1933 schloss er sich der Glaubensbewegung Deutsche Christen (DC) an und gründete für sie eine Untergruppe in Sachsen. Der ebenfalls dazugehörende sächsische Landesbischof Friedrich Coch machte ihn im November zu seinem Assistenten im Rang eines Oberkirchenrats. Als solcher gab Grundmann das Monatsjournal Christenkreuz und Hakenkreuz (ab 1937: Deutsche Frömmigkeit) heraus. Er verfasste 28 Thesen, die von den DC und den von ihnen geführten Landeskirchen – neben Sachsen auch Braunschweig, Mecklenburg, Oldenburg und Schleswig-Holstein – als verbindliche Richtlinien angenommen wurden. Darin erklärte Grundmann die Frage, ob Jesus Arier oder Jude sei, erneut als belanglos für seine Bedeutung. Er vertrete auf jeden Fall ein vom Judentum prinzipiell verschiedenes Gottesbild. Das Alte Testament (AT) sei ein gegenüber dem Neuen Testament (NT) minderwertiges religionsgeschichtliches Dokument, das den Verfall des Judentums durch seine Trennung vom wahren Gott veranschauliche. Seine „jüdische Volkssittlichkeit und Volksreligion“ sei überwunden und überholt; der Fluch Gottes laste auf diesem Volk bis heute. Um dieser Erkenntnis willen kann die Volkskirche das Alte Testament nicht aufgeben. Von dieser Beibehaltung des AT rückte Grundmann später aus demselben Grund – der angeblichen Verdorbenheit und Verfluchtheit des Judentums – ab.
Nach der vielbeachteten Rede von Reinhold Krause im Berliner Sportpalast am 13. November 1933 wurden einige DC-Kirchenleitungen, so auch die von Sachsen, entmachtet. Daher wurde auch Grundmann 1935 vorübergehend als Oberkirchenrat beurlaubt. Er blieb aber bei den nun zersplitterten DC aktiv und führte 1936 zwei ihrer Untergruppen, die Volksmissionarische Bewegung in Sachsen und die Kirchenbewegung Deutsche Christen in Thüringen, zusammen.
Im Wintersemester 1936 erhielt Grundmann an der Friedrich-Schiller-Universität Jena zunächst auf Probe den Lehrstuhl des Neutestamentlers Erich Fascher, dessen Entlassung die DC betrieben hatten. Die Universität Jena sollte zu einer reichsweit wirkenden Hochschule des Nationalsozialismus werden. 1938 ernannte der Rektor Wolf Meyer-Erlach Grundmann ohne Habilitation, fachliche Leistungsnachweise und Zustimmung des Dekans der Theologischen Fakultät zu einem ordentlichen Professor für Neues Testament und Völkische Theologie und empfahl ihn als Vorbild für alle Fakultäten: Seine wissenschaftliche Arbeit werde „bahnbrechend sein für eine nationalsozialistische Haltung auf dem Gebiet der Theologie“. Seine Ernennungsurkunde trug Hitlers eigenhändige Unterschrift.
Am 11. Februar 1939 hielt Grundmann seine Antrittsvorlesung zur Frage der ältesten Gestalt und des ursprünglichen Sinnes der Bergrede Jesu. Darin behauptete er, die älteste Fassung der Bergrede (Lk 6,20–49) habe keine jüdischen oder alttestamentlichen Motive enthalten; diese habe erst der Evangelist Matthäus hineingebracht. Jesu Anliegen sei der Kampf gegen das Judentum gewesen. Er habe die rabbinische Auslegung alttestamentlicher Gebote in der Halacha (mündlichen Auslegungstradition der Tora) abgelehnt und dem „jüdischen Vergeltungsgedanken“ einen persönlichen „Abba-Gott“ der individuellen Vergebung und zwischenmenschlichen Liebe ohne Bindung an das jüdische Volk gegenübergestellt. Deshalb hätten die jüdischen Führer Palästinas seine Kreuzigung betrieben.

### Akademischer Direktor des Instituts zur „Entjudung“ von Kirche und Theologie (1939–1945)

Walter Grundmann: Die Entjudung des religiösen Lebens als Aufgabe deutscher Theologie und Kirche

Seit Anfang 1938 forcierten deutschchristliche Kirchenführer die Durchsetzung ihrer Richtlinien und gründeten dazu im Februar auf der Wartburg einen akademischen Bund für deutsches Christentum. Dabei wurde auch die Gründung eines antisemitischen Instituts zur „Entjudung der Kirche“ beraten. Der Vorschlag dazu kam von dem thüringischen Landessuperintendenten Hugo Pich. Seine Forderungen wurden am 15. November 1938 – eine Woche nach den Novemberpogromen – an alle Landesbischöfe weitergereicht; am 21. November antwortete Grundmann darauf mit der konkreten Planung einer „Zentralabteilung zur Entjudung des religiösen und kirchlichen Lebens“. Denn die „Judenfrage“ sei nun in ihr „akutestes Stadium“ getreten; die Kirchen müssten die Trennung von allem Jüdischen nun konsequent in allen ihren Tätigkeitsbereichen vollziehen. Die Zentralabteilung sollte daher drei Bereiche abdecken:
- ein Forschungsinstitut in Jena, das eine wissenschaftliche Zeitschrift herausgeben sollte
- eine Bibelgesellschaft, die eine „entjudete Volksbibel“ vorbereiten und herausgeben sollte
- eine Schule zur Fortbildung für Pfarrer, Lehrer und Kirchenvertreter, die ihnen die neuesten Erkenntnisse der anderen beiden Abteilungen vermitteln sollte.

Die Evangelische Kirche sollte dieses Institut in ständiger enger Abstimmung mit dem Reichspropagandaministerium, dem Reichskirchenministerium, dem Reichserziehungsministerium, der Reichsleitung der NSDAP und dem Gauleiter Julius Streicher einrichten.
Nach weiteren Beratungen und mit der Unterstützung der meisten Landeskirchen wurde das Institut zur Erforschung und Beseitigung des jüdischen Einflusses auf das deutsche kirchliche Leben am 6. Mai 1939 auf der Wartburg gegründet. Leiter war der Oberregierungsrat Siegfried Leffler; Grundmann wurde zum akademischen Direktor ernannt. In seiner Eröffnungsrede verglich er die Aufgabe mit der Reformation: Wie Martin Luther den internationalistischen Katholizismus habe überwinden müssen, so müsse der Protestantismus heute das Judentum überwinden, um Jesu wahre Botschaft zu verstehen. Dessen geistige Elemente versperrten den Deutschen den Zugang zur Bibel. So wie Hitler ein „judenreines“ Deutschland wolle, so wolle man ihm mit einem „judenreinen“ Christentum zur Seite stehen.
Das Institut wurde aber entgegen Grundmanns Plan nicht an der Universität Jena, sondern in Eisenach errichtet. Träger war die Nationalkirchliche Einung Deutsche Christen, die 11 von 16 evangelischen Landeskirchen finanzierten.
Das Institut stand in enger Beziehung zu anderen wissenschaftlichen Einrichtungen, die sich der Gegnerforschung für die rassistisch orientierte NS-Politik widmeten, so das Reichsinstitut für Geschichte des neuen Deutschlands mit einer Abteilung Judenforschung, in welcher der Tübinger Neutestamentler Gerhard Kittel und der spätere Heidelberger Neutestamentler und Qumranforscher Karl Georg Kuhn antisemitisch tätig waren, und das Institut zur Erforschung der Judenfrage in Frankfurt. Grundmanns Institut verstand sich als Teil dieses wissenschaftlichen Engagements („Kampfes“) auf explizit rassistisch-biologistischer Grundlage (Einfluss von Hans F. K. Günther). So formuliert Grundmann in seiner theologischen Programmschrift, gedruckt unter dem Titel Völkische Theologie:

„Völkische Theologie unterscheidet sich darin von der bisherigen Theologie, dass sie nicht anders denken kann und will, als von der Grundlage einer völkisch-politischen Anthropologie aus. … Völkisch-politische Anthropologie aber sieht den Menschen als organisch-gliedhafte Einheit, organische Einheit nach Leib und Seele, bestimmt durch seine Rasse; gliedhaft als eingeordnet in die übergreifende Einheit des Volkes.“

Grundmann persönlich erstellte Gutachten für das Reichssicherheitshauptamt (RSHA), das die „Endlösung der Judenfrage“ plante und leitete. Grundmann teilte die Ziele der genannten wissenschaftlichen Einrichtungen ausdrücklich: die „Ausschaltung des Judentums“ und die „endgültige Lösung der Judenfrage“. Inwieweit er über die unterschiedslose und massenhafte Ermordung von jüdischen Kindern, Frauen und Männern informiert war, ist nicht sicher festzustellen. Sein Lehrer Kittel zumindest hatte bereits 1933 die „Ausrottung des Judentums“ und das „Totschlagen“ der Juden in Erwägung gezogen, allerdings wegen der ethischen Folgen für das Deutschtum abgelehnt. Jedenfalls war Grundmann wie alle Mitarbeiter der genannten Institute über den Informationsdienst des RSHA, der die Grundlage für die entsprechenden Mitteilungen in der Zeitschrift Weltkampf (ab 1941 „Wissenschaftliche Vierteljahresschrift des Instituts zur Erforschung der Judenfrage“) war, detailliert über die Entrechtung, Ghettoisierung und „Umsiedlung“ des europäischen Judentums informiert. Er selbst schrieb im Vorwort zum dritten Band der Veröffentlichungen des Instituts am 25. März 1943:

„Der entscheidende Kampf um Freiheit und Leben unseres Volkes offenbart sich immer deutlicher als Kampf gegen die zersetzenden und zerstörenden Mächte auf allen Gebieten des Lebens. Überall wird hinter diesen zersetzenden Mächten der Jude sichtbar.“

Grundmanns grundsätzlicher Antisemitismus und die Bedeutung, die er der wissenschaftlichen Arbeit im Kampf gegen das Judentum beimaß, wurde besonders deutlich in seiner Schrift Das religiöse Gesicht des Judentums (Veröffentlichungen des Instituts zur Erforschung des jüdischen Einflusses auf das deutsche kirchliche Leben, 1942):

„Aber die eine Tatsache wird durch alle Zeiten unverrückbar bleiben: ein gesundes Volk muß und wird das Judentum in jeder Form ablehnen. … Deutschland hat dennoch die geschichtliche Rechtfertigung und die geschichtliche Berechtigung zum Kampf gegen das Judentum auf seiner Seite. Diesen Satz zu beweisen, ist das besondere Anliegen dieser Schrift; und an diesem Satz wird auch spätere Forschung nichts mehr ändern können! So dient diese Arbeit dem großen Schicksalskampf der deutschen Nation um seine politische und wirtschaftliche, geistige und kulturelle und auch um seine religiöse Freiheit.“

Am Ende seines Beitrags hielt Grundmann fest:

„Der Jude muß als feindlicher und schädlicher Fremder betrachtet werden und von jeder Einflußnahme ausgeschaltet werden. In diesem notwendigen Prozeß fällt der deutschen Geisteswissenschaft die Aufgabe zu, das geistige und religiöse Gesicht des Judentums scharf zu erkennen …“

Eine wissenschaftliche Arbeit über ihn kommt zu dem Schluss: „Auch Grundmann gehörte zu jenen Universitätstheologen, denen ausreichendes Wissen um die Konsequenz ihres theologischen und kirchenpolitischen Handelns unterstellt werden kann.“
Aus heutiger Sicht erscheinen daneben die eher praktisch-theologischen Arbeiten als vergleichsweise harmlos, wenn sie auch unter theologischen Gesichtspunkten als besonders fatal zu bewerten sind (Hermann Sasse nannte Grundmann bereits 1944 den „Totengräber unserer Kirche in Thüringen“). Dazu gehören die Zusammenstellung, Neuformulierung und „Neudichtung“ eines „unjüdischen“ Neuen Testaments im Sinne von Alfred Rosenbergs Forderung nach einem „Fünften Evangelium“, die er in seinem von vielen DC begeistert begrüßten Buch Der Mythus des 20. Jahrhunderts aufgestellt hatte. Auch viele Bekenntnischristen befürworteten diese Arbeit des Instituts in der Hoffnung, dass eine dichterische Popularisierung biblischer Inhalte der Kirchenaustrittsbewegung der Jahre 1937 bis 1940 begegnen und die Menschen zum Verbleib in den Kirchen bewegen könnte.
1940 erschien das „Volkstestament“ mitsamt einem Katechismus. Es griff die seit dem 19. Jahrhundert üblich gewordene antijudaistische Bibelkritik auf, etwa indem es die paulinische Rechtfertigungslehre als jüdische „Lohn-Straf-Moral“ verwarf und damit eine Trennung von der Tora des Gottes Israels JHWH betrieb. Es verkündete nunmehr einen „arischen Jesus“, der nicht aus dem Judentum stamme und sein Gottesbild gegen dieses gestellt habe. Die dichterische Textfassung stammte von der bekannten Balladendichterin und Inhaberin des Eugen Diederichs-Verlages Lulu von Strauß und Torney. Das von den damaligen evangelischen Landeskirchen geförderte Volkstestament fand jedoch nicht den erhofften Anklang unter den deutschen Protestanten.
Im Frühjahr 1943 wurde Grundmann zum Militär einberufen und übergab die Institutsleitung daher zunächst kommissarisch an Heinz Erich Eisenhuth, der im Herbst 1943 dann selbst zur Wehrmacht eingezogen wurde. Die Leitung des Instituts übernahm fortan Georg Bertram.

### Tätigkeit in der SBZ und der DDR 1945–1975
1945 geriet Grundmann in sowjetische Kriegsgefangenschaft, aus der er aber schon im Herbst des Jahres entlassen wurde. Sein Gesuch um Übertragung einer Pfarrstelle in der sächsischen Landeskirche wurde von der vorläufigen Kirchenleitung wegen seiner führenden Stellung bei den Deutschen Christen abgelehnt. Wegen seiner Mitgliedschaft in der NSDAP verlor er zunächst seine Professur. Die alliierten Behörden ließen seine Werke aus den öffentlichen Bibliotheken aussondern.
Die Leitung der thüringischen Landeskirche lehnte Grundmanns Wunsch, eine Pfarrstelle übertragen zu bekommen, im April 1946 ab, da dies bei Mitgliedern der NSDAP und Deutschen Christen nur möglich sei, wenn besondere entlastende Umstände vorhanden seien. Doch stellte ihm Bischof Moritz Mitzenheim in Aussicht, dass nach einer Übergangszeit, in der er sich unauffällig verhielte, doch Aussicht auf ein Pfarramt bestehe. „Auf diese Weise wurde Grundmann so etwas wie der persönliche Referent des (zu dieser Zeit noch einzigen) vormaligen DC-Mitgliedes im neuen Landeskirchenrat, des … Vorsitzenden des Landesverbandes der Inneren Mission (I. M.), Oberkirchenrat Gerhard Phieler.“ und war von 1946 bis 1949 im Eisenacher Büro dieses Hilfswerks beschäftigt: Er erstellte eine Chronik der Thüringer Inneren Mission 1933–1945. Am 21. Juli 1949 beschloss der Landeskirchenrat, Grundmann kommissarisch eine Stelle als Hilfspfarrer in Waltershausen zu übertragen; nach mehrmonatiger Probezeit wurde er am 16. Juli 1950 auf die dortige Pfarrstelle berufen.
1954 erteilten ihm das Katechetische Oberseminar Naumburg (Saale) und das Theologische Seminar Leipzig Lehraufträge. 1954 wurde er Rektor des Eisenacher Katechetenseminars, wo er zugleich als Dozent für Bibel wirkte. Damit erhielt er erneut Verantwortung für die theologische Ausbildung der Pfarrer in der Thüringer Landeskirche und prägte die Ausbildung der Studierenden der Kirchenmusikschule Eisenach. An den Universitäten Leipzig, Jena und Greifswald wurde eine Berufung Grundmanns erwogen, aber jeweils mit Verweis auf seine Tätigkeit in der NS-Zeit verworfen.
Dass Grundmann von 1956 bis 1969 IM der Staatssicherheit war, erwies Aktenmaterial, das nach der Wende in der DDR (1989) zugänglich wurde. Er arbeitete konspirativ mit dem MfS zusammen, übernahm Aufträge, erstellte Memoranden, übergab kircheninterne Materialien, gab Einsicht in private Schreiben und nahm Geld an. Lukas Bormann urteilt, dass Grundmanns Tätigkeit für das Ministerium für Staatssicherheit (MfS) unter dem Decknamen „GI (IM) Berg“ aus Überzeugung geschehen sei. Grundmann sei der Ansicht gewesen, dass jeder Staat das Recht habe, die volle Loyalität seiner Bürger einzufordern. Susannah Heschel und Walter Schilling betonen, dass das MfS Grundmanns Abneigung gegen Mitglieder der früheren Bekennenden Kirche genutzt habe, die nach 1945 in der Landeskirche führende Positionen erlangten, während frühere Deutsche Christen (wie er selbst) Nachteile hatten. Grundmann lieferte verdeckt Informationen über Bischöfe in den höchsten Reihen in West- wie Ostdeutschland und „Bestandsanalysen zu kirchlichen Angelegenheiten breitester Art“. Da er mit dem MfS kooperierte, erhielt Grundmann die Möglichkeit, zu theologischen Konferenzen außerhalb der DDR zu reisen und international Anerkennung als Neutestamentler zu erwerben.
In den 1960er Jahren berief ihn die evangelische Kirche der DDR zum Berater an die Evangelische Verlagsanstalt in Berlin. Diese gab seine in Ost- und Westdeutschland oft verkauften Evangelienkommentare heraus, die in ihrer Überarbeitung durch Wolfgang Wiefel bis heute als Standardliteratur der Bibelwissenschaften geführt werden.

## Mitgliedschaften und Ehrungen
1938 gründeten protestantische Theologen aus mehreren europäischen Ländern und Kanada auf Initiative von Johannes de Zwaan die Studiorum Novi Testamenti Societas (SNTS). Drei deutsche Theologen waren eingeladen worden: Gerhard Kittel, Martin Dibelius und Hans Lietzmann; nur Kittel reiste zur Gründungsversammlung nach England. Dies verschaffte ihm die Möglichkeit, in Absprache mit dem Reichserziehungsministerium die deutsche Delegation für die erste Vollversammlung zusammenzustellen (die aufgrund des Kriegsbeginns 1939 nicht mehr zusammentreten konnte) und neben dem Orientalisten Karl Georg Kuhn den international relativ unbekannten Grundmann dafür zu nominieren. Als die SNTS nach Kriegsende ihre Arbeit fortsetzen konnte, wurde die Mitgliedschaft von Kuhn und Grundmann nicht in Frage gestellt; beiden erleichterte dies, trotz NS-Belastung ihre akademische Karriere fortzusetzen.
In der DDR galt Grundmann bis zu seiner Emeritierung 1975 trotz seiner NS-Vergangenheit als angesehener theologischer Lehrer. 1974 verlieh die Kirchenleitung ihm nochmals den Titel eines „Kirchenrats“, um seine Arbeit anzuerkennen und um seine Pension zu erhöhen.

## Bekenntnis der evangelischen Landeskirchen zu ihrer Mitschuld an der Judenverfolgung

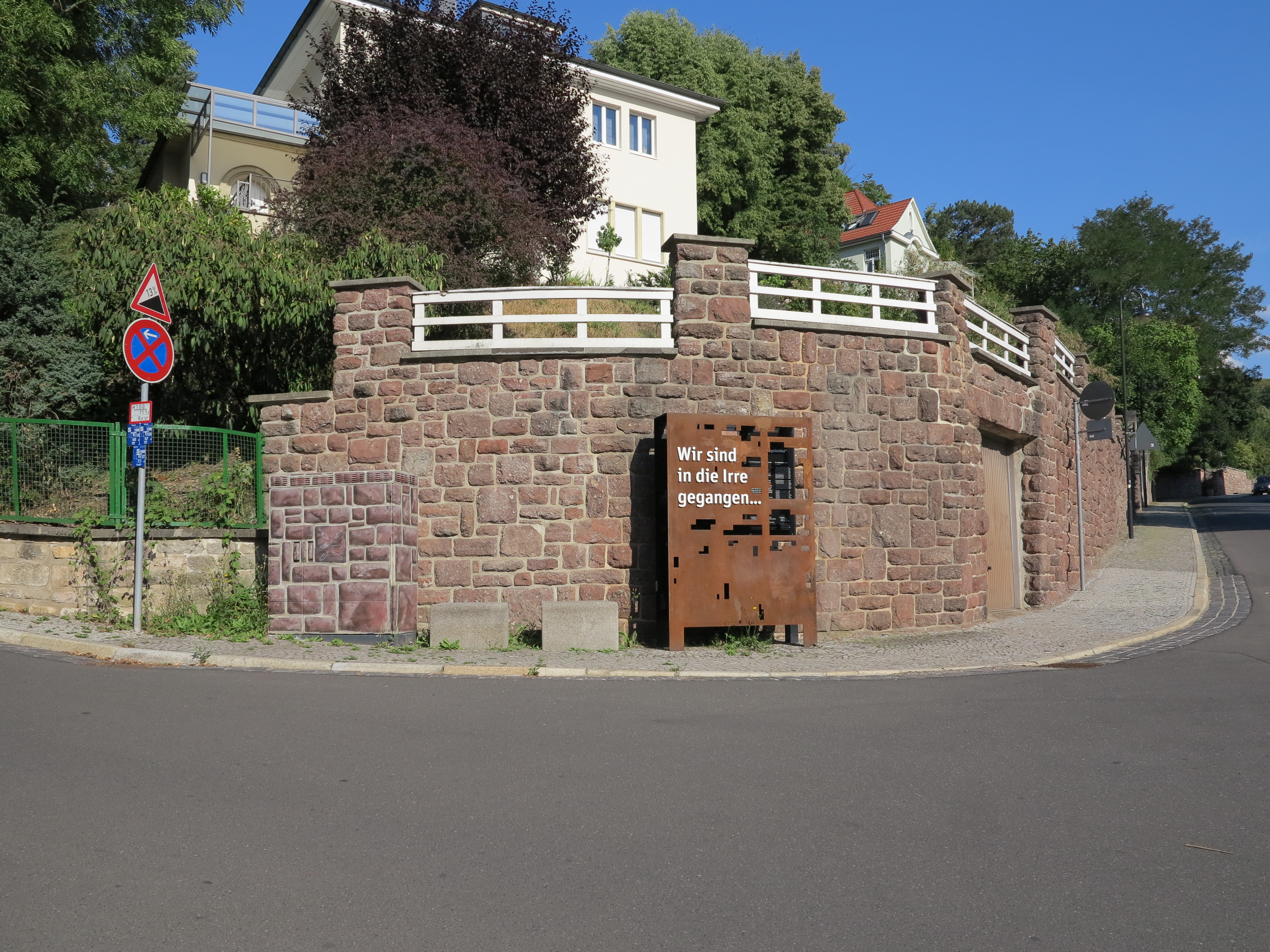
Mahnmal zum „Entjudungsinstitut“ in Eisenach, Foto August 2022

Am 6. Mai 2019 enthüllten die Rechtsnachfolger der damals an der Gründung des „Entjudungsinstitutes“ beteiligten Landeskirchen ein Mahnmal als Bekenntnis ihrer Schuld und in Erinnerung an die Opfer von kirchlichem Antijudaismus und Antisemitismus.
Aus diesem Anlass gab es im Lutherhaus Eisenach seit 2019 eine Sonderausstellung, die 2024 in eine Dauerausstellung umgewandelt wurde.
Das Mahnmal befindet sich in Eisenach an der Bornstraße, Ecke Johann-Sebastian-Bach-Straße.

## Einfluss, Vermächtnis
Eine erste kritische Auseinandersetzung mit Grundmann veröffentlichte 1987 der Göttinger Theologiestudent und Radiojournalist Arnd Henze mit der von Berndt Schaller betreuten Arbeit Kontinuität theologischer Judenfeindschaft vor und nach 1945 – Walter Grundmann und das Eisenacher „Entjudungsinstitut“. Henze weist darauf hin, dass Grundmanns neutestamentliche Kommentare noch bis zum Mauerfall 1989 auch unter westdeutschen Theologiestudenten große Verbreitung fanden, weil sie in der DDR sehr günstig zu stark subventionierten Preisen verkauft wurden.
Grundmanns Einfluss wirkt bis heute nach; seine antisemitischen und frauenfeindlichen Evangelienkommentare werden nach wie vor (2022) zitiert. Auch seine antisemitischen Schriften aus der Zeit vor 1945 werden seit mindestens 1998 in rechtsextremen Kreisen wieder aufgelegt.

## Bibliographie
1 Selbstständige Veröffentlichungen
1.1 Nationalsozialistisch
- Im Kampf um Gott. Ein Wort zur Gottlosenbewegung. Chemnitz 1931.
- Der Begriff der Kraft in der neutestamentlichen Gedankenwelt (= Beiträge zur Wissenschaft vom Alten und Neuen Testament. Band 60). Kohlhammer, Berlin 1932.
- Gott und Nation. Ein evangelisches Wort zum Wollen des Nationalsozialismus und zu Rosenbergs Sinndeutung. 2., erweiterte Auflage. (= Stimmen aus der deutschen christlichen Studentenbewegung. Heft 81). Furche, Berlin 1933.
- Religion und Rasse. Ein Beitrag zur Frage „nationaler Aufbruch“ und „lebendiger Christusglaube“ (= Veröffentlichungen der Arbeitsgemeinschaft nationalsozialistischer Pfarrer. Heft 3). Meister, Werdau 1933.
- Totale Kirche im totalen Staat. Mit einem Geleitwort von Friedrich Carl Coch (Kirche im Dritten Reich). Günther, Dresden 1934.
- Die 28 Thesen der Deutschen Christen. Reichsausgabe. Erläutert von Walter Grundmann. Deutsch-christlicher Verlag, Dresden 1934.
- Der Weg der Deutschen Christen zu deutschem Christentum. Predigt zum Morgengottesdienst sowie Vorträge zur Landesschulungstagung der Deutschen Christen in Dresden am 24. Juni 1934 (= Schriften der Deutschen Christen. Heft 6). Deutsch-christlicher Verlag, Dresden 1934.
- Die Losung. Der weitere Weg der Deutschen Christen. Deutsch-christlicher Verlag, Dresden 1935.
- Deutsches Christentum oder Konfessionalismus. Verlag Deutsche Christen, Weimar 1936.
- Der Gott Jesu Christi. Verlag Deutsche Christen, Dresden 1936.
- Die Passion des Heilands, der deutschen Gegenwart verkündigt. Eine homiletische Studie zur Passionsverkündigung (= Veröffentlichungen der Arbeitsgemeinschaft nationalsozialistischer Pfarrer und Lehrer. Heft 13). Welzel, Dresden 1936.
- Völkische Theologie (= Schriften zur Nationalkirche. Heft 1). Verlag Deutsche Christen, Weimar 1937.
- Die Gotteskindschaft in der Geschichte Jesu und ihre religionsgeschichtlichen Voraussetzungen (= Studien zu deutscher Theologie und Frömmigkeit. Band 1). Verlag Deutsche Christen, Weimar 1938.
- Die Frage der ältesten Gestalt und des ursprünglichen Sinnes der Bergrede Jesu (= Schriften zur Nationalkirche. Band 10). Verlag Deutsche Christen, Weimar 1939.
- Die Entjudung des religiösen Lebens als Aufgabe deutscher Theologie und Kirche (= Schriften zur Nationalkirche. Band 11). Verlag Deutsche Christen, Weimar 1939.
- Jesus, der Galiläer, und das Judentum (Veröffentlichungen des Instituts zur Erforschung des jüdischen Einflusses auf das deutsche kirchliche Leben). Wigand, Leipzig 1940.
- Wer ist Jesus von Nazareth? Verlag Deutsche Christen, Weimar 1940.
- Aufnahme und Deutung der Botschaft Jesu im Urchristentum (= Studien zu deutscher Theologie und Frömmigkeit. Band 3). Verlag Deutsche Christen, Weimar 1941.
- mit Karl Friedrich Euler: Das religiöse Gesicht des Judentums. Entstehung und Art (= Germanentum, Christentum und Judentum. Beiheft 2). Wigand, Leipzig 1942.
- Das Reich der Deutschen (= Schriftenreihe zur Truppenbetreuung. Heft 52). Ohne Ortsangabe 1944.

1.2 Das Übergangswerk
- 15 Präsentationen von Kirchenliedern, erschienen in der Reihe Das Lied der Kirche, Hefte 1–17. Wartburg-Verlag, Jena 1951–1954; jeweils 8 S., Doppelhefte 16. S; im Einzelnen:

„Nun lasst uns gehn und treten“, „Wie schön leucht’ uns der Morgenstern“, „Wer nur den lieben Gott läßt walten“, „Nun danket alle Gott“, „Nun freut euch, lieben Christen g’mein“, „Ein feste Burg ist unser Gott“, „Vom Himmel hoch, da komm ich her“, „Valet will ich dir geben“, „Ach bleib mit deiner Gnade“.
- Der Erfurter Regler-Altar. Ein Bildbuch. Mit Photographien von Alix Krahmer (= Kostbarkeiten aus Thüringer Kirchen. Band 1). Evangelische Verlags-Anstalt, Berlin 1957; 24.
- Schnitzaltäre um den Hexengrund. Mit Photographien von Günter Ziegler (= Kostbarkeiten aus Thüringer Kirchen. Band 2). Evangelische Verlags-Anstalt, Berlin 1957; 16.

1.3 Das Werk ab 1956
- Die Geschichte Jesu Christi. Evangelische Verlags-Anstalt, Berlin 1956.
- Das Evangelium nach Markus. 2. Auflage. der Neubearbeitung (= Theologischer Handkommentar zum Neuen Testament. Band 2). Evangelische Verlags-Anstalt, Berlin 1959.
- Das Evangelium nach Lukas. 2. Auflage. der Neubearbeitung (= Theologischer Handkommentar zum Neuen Testament. Band 3). Evangelische Verlags-Anstalt, Berlin 1961.
- Zeugnis und Gestalt des Johannes-Evangeliums. Eine Studie zur denkerischen und gestalterischen Leistung des vierten Evangelisten (= Aufsätze und Vorträge zur Theologie und Religionswissenschaft. Band 19). Evangelische Verlags-Anstalt, Berlin 1961.
- Der Römerbrief des Apostels Paulus und seine Auslegung durch Martin Luther. Böhlau, Weimar 1964.
- Dem Ursprung neu verbunden. Auskunft des Glaubens für den fragenden Menschen der Gegenwart. Evangelische Verlags-Anstalt, Berlin 1965.
- Die Sprache des Altars. Zur Glaubensaussage im deutschen Flügel- und Schreinaltar. Evangelische Verlags-Anstalt, Berlin 1966.
- Das Evangelium nach Matthäus (= Theologischer Handkommentar zum Neuen Testament. Band 1). Evangelische Verlags-Anstalt, Berlin 1968; XX.
- Die Entscheidung Jesu. Zur geschichtlichen Bedeutung der Gestalt Jesu von Nazareth. Evangelische Verlags-Anstalt, Berlin 1972
- Die frühe Christenheit und ihre Schriften. Evangelische Haupt-Bibelgesellschaft, Altenburg 1973.
- Der Brief des Judas und der zweite Brief des Petrus (= Theologischer Handkommentar zum Neuen Testament. Band 15). Evangelische Verlags-Anstalt, Berlin 1974; XIV.
- Jesus von Nazareth. Bürge zwischen Gott und Menschen (= Persönlichkeit und Geschichte. Band 83). Verlag Musterschmidt, Göttingen 1975.
- Der Meister H. W. Das Schaffen Hans Wittens. Mit Aufnahmen von Klaus G. Beyer. Evangelische Verlags-Anstalt, Berlin 1976.
- Wandlungen im Verständnis des Heils. Drei nachgelassene Aufsätze zur Theologie des Neuen Testaments (= Aufsätze und Vorträge zur Theologie und Religionswissenschaft. Band 65). Evangelische Verlags-Anstalt, Berlin 1980.
- Die frühe Christenheit und ihre Schriften. Umwelt, Entstehung und Eigenart der neutestamentlichen Bücher. Herausgegeben und mit einem Vorwort versehen von Klaus Haacker. Verlag Calwer, Stuttgart 1983.
- Der Zeuge der Wahrheit. Grundzüge der Christologie des Johannesevangeliums. Herausgegeben und mit einer Einführung versehen von Wolfgang Wiefel. Evangelische Verlags-Anstalt, Berlin 1985.
- Weisheit im Horizont des Reiches Gottes. Erwägungen zur Christusbotschaft und zum Christusverständnis im Lichte der Weisheit in Israel. Stuttgart 1988.

2 Unselbstständige Veröffentlichungen (Auswahl)
- Die nationale Bewegung unter dem Worte Gottes. In: Pastoralblätter. 75. Jahrgang, 6. Heft, 1933.
- Das Wort von Jesu Freunden (Joh. XV, 13–16) und das Herrenmahl. In: Novum Testamentum. An international quarterly for New Testament and related studies. Band 3, 1959, S. 62–69.
- ´Verkündigung und Geschichte in dem Bericht vom Eingang der Geschichte Jesu im Johannes-Evangelium. In: Helmut Ristow, Karl Matthiae (Hrsg.): Der historische Jesus und der kerygmatische Christus. Beiträge zum Christusverständnis in Forschung und Verkündigung. Evangelische Verlagsanstalt Berlin, Berlin 1960, S. 289–309.
- Verständnis und Bewegung des Glaubens im Johannes-Evangelium. In: Kerygma und Dogma. Zeitschrift für theologische Forschung und kirchliche Lehre. Band 6, 1960, S. 131–154.
- Zur Rede Jesu vom Vater im Johannes-Evangelium. Eine redaktions- und bekenntnisgeschichtliche Untersuchung zu Joh 20,17 und seiner Vorbereitung. In: Zeitschrift für die neutestamentliche Wissenschaft und die Kunde der älteren Kirche. Band 52, 1961, S. 213–230.
- Rez. von Friedrich Büchsel, Jesus der Galiläer und das Judentum, Leipzig 1940. In: Theologische Literaturzeitung. Band 65, 1940.
- Rez. von Friedrich Büchsel: Wer ist Jesus von Nazareth? Weimar 1940. In: Theologische Literaturzeitung. Band 67, 1942, S. 91–94.